# Bassir (nom)
Bassir és un nom masculí àrab (àrab: بصير, Baṣīr) que literalment significa ‘que té bona vista’, ‘vident’, ‘perspicaç’. Si bé Bassir és la transcripció normativa en català del nom en àrab clàssic, també se'l pot trobar transcrit d'altres maneres: Basir, Baseer... Aquest nom també el duen musulmans no arabòfons que l'han adaptat a les característiques fòniques i gràfiques de la seva llengua.
La forma femenina d'aquest nom és Bassira.
Vegeu aquí personatges i llocs que duen aquest nom.
Vegeu també Abd-al-Bassir.